# 19517 Robertocarlos
19517 Robertocarlos este un asteroid din centura principală de asteroizi.

## Descriere
19517 Robertocarlos este un asteroid din centura principală de asteroizi. A fost descoperit pe 18 septembrie 1998 la Observatorul La Silla de Eric Walter Elst. Asteroidul prezintă o orbită caracterizată de o semiaxă mare de 2,67 ua, o excentricitate de 0,14 și o înclinație de 7,6° în raport cu ecliptica.